# Thanh Việt
Thanh Việt (1939-1989) là một danh hề người Việt Nam. Sự nghiệp của ông đạt đỉnh thịnh vào đầu thập niên 1970 tại các sân khấu Việt Nam Cộng hòa. Ông được giới mộ điệu đặt cho biệt hiệu Hề Râu.

## Tiểu sử

Khả Năng - Thanh Việt - Văn Chung

Thanh Việt sinh năm 1939 tại quận Hóc Môn, tỉnh Gia Định, miền Nam Việt Nam. Ông sinh trưởng trong gia đình gồm 9 anh chị em, được người cha kế (nghệ sĩ Tám Huê) đào luyện trong môi trường biểu diễn từ tấm bé. Tuy nhiên, trong khi các anh chị em đều thành danh trước và sự nghiệp đi lên nhanh chóng thì ông vẫn chỉ là một tài tử phụ trợ, xuất hiện trên sân khấu một chốc qua những vai không thoại. Dù vậy, ông đã được dự phần các đoàn lớn nhất đô thành Sài Gòn ở thập niên 1950 như đoàn Kim Thoa, Dạ Lý Hương, Thanh Minh Thanh Nga và Kim Cương.
Mãi tới đầu thập niên 1960, khi Hề Lùn Tùng Lâm mướn rạp Quốc Thanh để mở đại nhạc hội Cù Lét, có mời nghệ sĩ Thanh Việt sắm một số vai nhỏ, thì sự nghiệp ông mới được thăng hoa. Khán giả và báo giới bắt đầu nhắc đến Hề Râu Thanh Việt với lối diễn mộc mạc nhưng chỉ qua điệu bộ đã gây cười.
| “                    | Diễn hài không phải trò đùa, phải tìm hiểu nghiên cứu tính cách nhân vật để tìm ra cách diễn hay nhất. Sáng tạo, ngẫu hứng không có nghĩa là cương ẩu, sử dụng ngôn ngữ tùy tiện. Không có gì buồn bằng mình diễn hài mà khán giả không cười, lại còn khó chịu. | ” |
| — Nghệ sĩ Thanh Việt | |   |

Thanh Việt thời kì đỉnh thịnh của sự nghiệp

Sự nghiệp nghệ sĩ Thanh Việt được coi là đỉnh thịnh là đầu thập niên 1970 cho tới tận sau chiến tranh biên giới Tây Nam, khi mà hình ảnh ông tràn ngập cả sân khấu và màn ảnh đại vĩ tuyến. Mặc dù là nhân vật xuất hiện rất trễ trong làng hề kịch Sài Gòn, nhưng ông được ưu ái xếp vào Thất hài đế, hầu như là gương mặt phải có trong mọi đại nhạc hội ở Sài Gòn.
Sau ngày Việt Nam thống nhất, ông vào biên chế các đoàn cải lương Sài Gòn 3, Cầu Ngang, Sông Hậu 1. Tuy nhiên, vì nghiện rượu kèm chứng xơ gan, ông chỉ kịp tham gia thêm vài băng video tấu hài rồi mất.

## Ảnh hưởng
Trong thời kì phim mì ăn liền ngự trị thời thập niên 1990, hình ảnh người nông dân Hai Lúa lên thăm thành phố của lão nghệ sĩ Thanh Việt lại được tái hiện qua sự hóa thân của nghệ sĩ Thanh Nam - người có khuôn gương và dáng vóc nhang nhác Thanh Việt nhưng kém nhiều tuổi - qua phục trang áo lụa trắng, đội nón cối, xỏ đôi dép lào, tay xách cái bị. Phong cách tấu hài của ông về sau thường được giới mộ điệu gọi là hề râu quặp, thiên về hình thể.
Tới đầu thập niên 2010 lại có nghệ sĩ Trường Giang hóa thân vai Mười Khó với tạo hình bắt chước lối diễn đã thành đặc trưng của Thanh Việt.

## Vai diễn
Sân khấu
- Đoạn tuyệt... Thầy pháp
- Tướng cướp Bạch Hải Đường... Cai ngục
- Chàng rể hào hoa

Điện ảnh
- Nhà tôi (1972)
- Năm hiệp sĩ bất đắc dĩ (1972)
- Trường tôi (1973)
- Tứ quái Sài Gòn (1974)... Tư Râu
- Năm vua hề về làng (1975)